# 特定多目的ダム法
特定多目的ダム法（とくていたもくてきダムほう、昭和32年3月31日法律第35号）は、多目的ダムの建設、管理に関する法律で、河川法に対する特別法である。